# Rosa Filippini
Rosa Filippini (Napoli, 3 novembre 1954) è una politica e attivista italiana.

## Biografia
Dopo la maturità si interessa attivamente ai temi dell'ambientalismo. Durante gli anni 1970 milita nel Partito Radicale, ed è poi tra i fondatori delle liste Verdi. Membro del Consiglio Nazionale per l'Ambiente, viene eletta alla Camera dei Deputati nel 1987.
Consigliere comunale a Roma dal 1985 al 1994. Nel 1992 lascia i Verdi e viene rieletta deputata con il Partito Socialista Italiano. In seguito organizza conferenze e convegni le cui spese molto ingenti finiscono a carico del PSI, aspetto questo che verrà riportato sui mezzi di informazione. Termina il mandato parlamentare nel 1994.
È stata fondatrice e presidente di "Amici della Terra", membro italiano dal 1978 di Friend of the Earth, che nel 2014 ha terminato la collaborazione per accese differenze di vedute sul tema dell'ambientalismo internazionale.